# レッスンC (テレビドラマ)
レッスンC（レッスンシー）はテレビ朝日・ネオドラマ枠で放送された中嶋朋子主演の連続ドラマ。放送期間は1993年4月19日〜4月23日。放送時間は23:25〜（30分）。全4回であった。

## ストーリー
女子大生の千春は同棲相手の浩平が、パソコンに夢中になっていて自分のことが淡白に扱われていることに少し不満気味であった。ある日千春は、家庭教師のバイトの新規の紹介を受けた。行ってみたら、クライアントの高校生は、恋愛アドベンチャーゲームに夢中な根暗なオタクだった。
それでも高額のギャラにつられてしぶしぶ引き受けることになったが・・・
根暗なオタク、信一の中で何かが変わっていった。恋の痛みを抱えた信一はニフティサーブの
恋愛フォーラムにて、常連であり良き兄貴分である「ウルトラの父さん」のアドバイスを受けながら恋を発展させようとする。

## キャスト
- 水木千春（上南大学学生）：中嶋朋子

留学資金を貯める為に家庭教師のバイトに精をだしている。
- 氷室浩平（千春の同棲相手）：沢向要士

医学部の大学院生。ニフティサーブにて「ウルトラの父さん」なるハンドルネームで活動している。
- 村上信一：大沢健

パソコンオタクな根暗な高校生。ニフティサーブでのHNは「タラちゃん」。目に見えない「ウルトラの父さん」が孤独な心の支えとなっている。
- 信一の母：角替和枝
- 恵子（家庭教師の教え子）：菊池彩美
- 恵子の父：山崎一

- 梶原阿貴
- 森川由紀子
- 金子恵実

## スタッフ
- 脚本：田子明弘
- 演出：瀧川治水
- 技術協力：フォーチュン
- 協力：富士通、日本発条、化学情報協会
- 企画：田辺昭知
- プロデュース：木村純一、田辺昭知
- 制作：テレビ朝日、Ts.co.ltd

## 小ネタ
- 上南大学のシーンの撮影は獨協大学で行われた。大学の学生有志がエキストラとして参加しているが、全4回における大学シーンのパートを1日で撮影する関係上、同じ服を着た学生が複数回出演している。

| スタブアイコン | サブスタブ | この項目は、まだ閲覧者の調べものの参照としては役立たない、テレビ番組に関連した書きかけの項目です。この項目を加筆・訂正などしてくださる協力者を求めています（P:テレビ/PJ:放送または配信の番組）。 |